# مالاچو
مالاچو (نام علمی: Elops smithi) نام یک گونه از سرده بانوماهیان است.